# Lehendakari

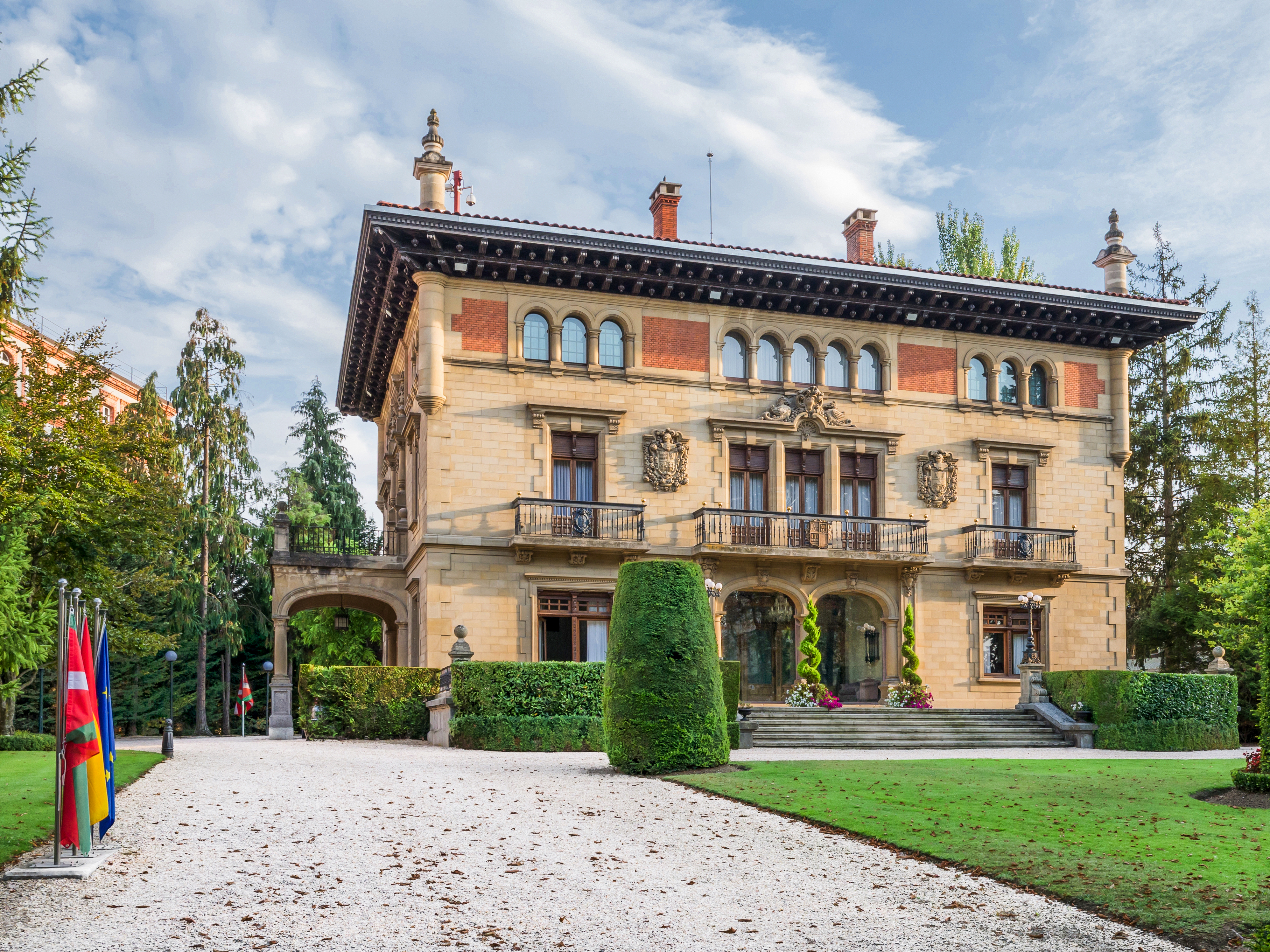
Ajuria Enea, Wohnsitz des Lehendakari in Vitoria

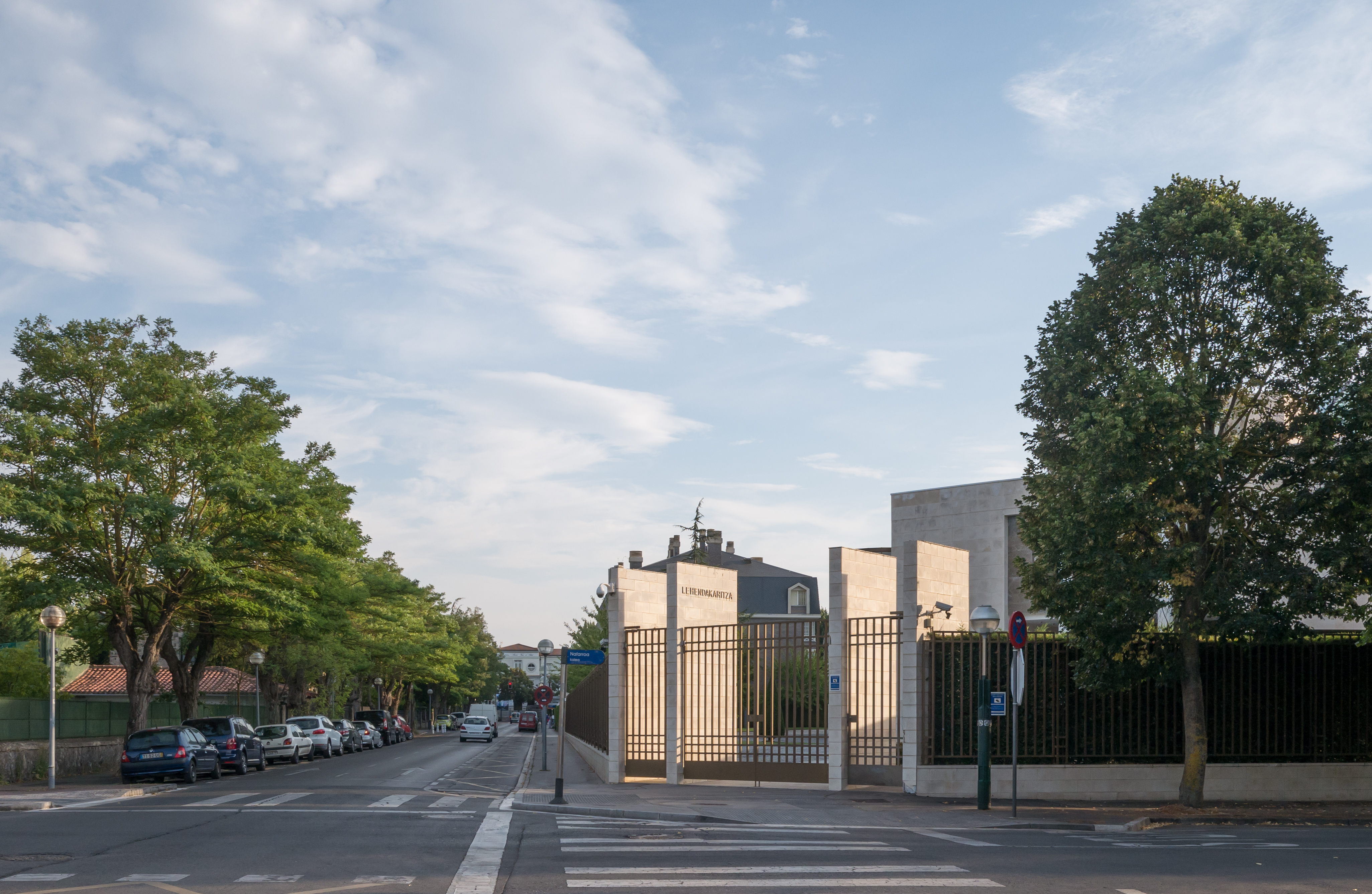
Lehendakaritza, Präsidalsitz des Lehendakari in Vitoria

Lehendakari [lɛ'ɛndakaˌɾi] (auf Spanisch auch Lendakari)  ist die offizielle Bezeichnung des Ministerpräsidenten der autonomen Region Baskenland in Spanien. Die vollständige formelle Amtsbezeichnung lautet Eusko Jaurlaritzako Lehendakari („Ministerpräsident der Baskischen Regierung“).
Das Wort lehendakari ist eine Zusammensetzung der baskischen Wörter lehen („der Erste“) und idazkari („Sekretär“). Der Amtssitz des Lehendakari wird als Lehendakaritza [lɛˈɛndakaˌɾitsa] bezeichnet. Der offizielle Wohnsitz des baskischen Ministerpräsidenten, die Villa Ajuria Enea, befindet sich in der Hauptstadt der Region Baskenland, in Vitoria-Gasteiz.
Der Lehendakari wird vom baskisches Parlament bestimmt und dann vom spanischen König ernannt. Er schlägt die Minister vor und führt den Vorsitz im Ministerrat. Er kann durch ein konstruktives Misstrauensvotum (mocion de censura) abgewählt werden.

## Ministerpräsidenten des Baskenlandes
Die erste baskische Regierung wurde im Jahr 1936 während der Zweiten Spanischen Republik als Gobierno de Euzkadi eingerichtet. Doch schon bald, während des Spanischen Bürgerkrieges verlor das Baskenland die Autonomie, und die Baskische Regierung bestand während der Franco-Diktatur nur im politischen Exil.
Nach Francos Tod im Übergang zur Demokratie wurde 1978 zuerst ein Übergangsorgan geschaffen, der Consejo General Vasco („Allgemeiner Baskischer Rat“), dessen Präsidenten offiziell jedoch nicht als Lehendakari anerkannt werden. Erst seit 1980 mit der Verabschiedung des Autonomiestatuts (Statut von Gernika) besteht die heutige Baskische Regierung als Nachfolger des früheren Gobierno de Euzkadi.

## Amtsinhaber
- Gobierno de Euzkadi (1936–1978):[5]
  - 1936 – 1960: José Antonio Aguirre (EAJ-PNV) (ab 1937 im Exil)
  - 1960 – 1979: Jesús María Leizaola (EAJ-PNV) (Rückkehr aus dem Exil 1979)

- Gobierno Vasco (seit 1980):[5]
  - 1980 – 1985: Carlos Garaikoetxea (EAJ-PNV)
  - 1985 – 1999: José Antonio Ardanza (EAJ-PNV)
  - 1999 – 2009: Juan José Ibarretxe (EAJ-PNV)
  - 2009 – 2012: Patxi López (PSE-EE)
  - 2012 – 2024: Iñigo Urkullu Renteria (EAJ-PNV)
  - seit 2024: Imanol Pradales (EAJ-PNV)